# فرانك أروندل
فرانك أروندل (بالإنجليزية: Frank Arundel)‏ هو لاعب كرة قدم بريطاني في مركز الوسط، ولد في 20 فبراير 1939، وتوفي في 1994. لعب مع نادي توركي يونايتد.